# The Blonde Vampire
The Blonde Vampire es una película dramática de cine mudo estadounidense de 1922 dirigida por Wray Physioc y protagonizada por De Sacia Mooers,  Joseph W. Smiley y Miriam Battista.

## Reparto
- De Sacia Mooers como 	Marcia Saville
- Joseph W. Smiley como 	John Saville
- Charles Craig como 	Simon Downs
- Miriam Battista como Alice
- Robert Conville como 	Jimmy the Rat
- Edwin August como Martin Kent
- Frank Beamish como 	El jefe
- Mildred Wayne como	Lou
- Alfred Barrett como 	Tom Smith, El pargo